# Ванни, Липпо
Липпо Ванни, правильно: Липпо ди Ванни (итал. Lippo Vanni, Lippo di Vanni; 1315, Сиена — 1375, Сиена ?) — итальянский живописец периода проторенессанса сиенской школы.

## Биография
Липпо Ванни был братом живописца Андреа Ванни, работал в Сиене между 1340 и 1375 годами, был также художником-миниатюристом, иллюминатором рукописей, и так же, как его брат, он был не только художником, но и политиком, занимавшим несколько должностей в сиенском муниципалитете и входившим в состав сиенского Совета Двенадцати. В архивных документах его имя впервые упоминается в 1344 году, когда Оспедале (приют и больница) Санта-Мария-делла-Скала заказал ему иллюстрации в книге хоралов.
Потом эта история приняла детективный оборот: Липпо забрал книгу себе и заложил её, так что настоятелю оспедале, пришлось возвращать манускрипт, прибегая к помощи судебного ордера и солдат. Ныне трудно сказать, с чем связана эта история, вряд ли Липпо был примитивным вором, скорее ему просто не удалось договориться об устраивающей его цене за свою работу.
Индивидуальный стиль живописи Липпо Ванни вырос на основе сиенской художественной традиции начала треченто. В своих работах он демонстрирует влияние Липпо Мемми, Симоне Мартини, братьев Лоренцетти и Никколо ди Сер Соццо. Он занимался миниатюрой, станковой живописью и фреской. Ранние произведения Липпо — это почти исключительно миниатюры к манускриптам. Среди них можно назвать Книгу хоралов «Либро деи Конти Корренти» (1345. Сиена, собор), «Градуал» для Колледжата в городке Казоле д’Эльза (1345—1350), «Антифонарь Берри» (Кембридж, музей Фогга). Работы, которые приписываются Липпо Ванни в 1350—1360 годах, включают «Мадонну с Младенцем» (Перуджа, Национальная галерея Умбрии), миниатюры к семинарской книге хоралов (Сиена, Семинария Понтифика Пия XII), манускрипт «Антифонарь» (Музей произведений искусства Собора, Сиена) и фреску «Мадонна с Младенцем и четырьмя святыми» в капелле Мартиноцци базилики Сан-Франческо, которая выполнена так, словно это обычный алтарный полиптих с золоченой деревянной рамой, пределлой и прочими деталями. В 1358 году Липпо Ванни для монастырской церкви Санти-Доменико-э-Систо в Риме создал триптих, посвященный святой Аурее. На нём он изобразил Мадонну с Младенцем, святыми Домиником и папой Сикстом II, и ангелами. У ног Мадонны художник изобразил прародительницу рода человеческого Еву, возле которой извивается змей искушения. Уникальное произведение со столь необычной иконографией имеет дату и подпись художника «LIPPUS VANNIS DE SENIS ME PINXIT SUB A.D. VCCCLVIII».
В 1360—1370-х годах Липпо Ванни расписал триумфальную арку хора и написал серию фресок «Сцены из жизни Святой Девы Марии», «Святые», и «Добродетели» в церкви Сан-Леонардо-аль-Лаго в окрестности Сиены. В этот же период он написал триптих-реликварий «Святые Доминик, Пётр-мученик и Фома Аквинский» (1372—1374), который теперь хранится в Ватиканской Пинакотеке. Другой триптих-реликварий, «Мадонна с Младенцем и святыми», который он создал в 1374—1375 годах находится в Собрании Уолтерса, Балтимор, США. Кроме этих небольших произведений, Липпо Ванни написал в технике гризайля фреску «Победа сиенцев при Валь-ди-Кьяно» (1372) в зале Маппемондо сиенской ратуши, а также совместно с Антонио Венециано расписал фресками свод сиенского кафедрального собора (1369—1370). В 1372 году он написал фреску «Благовещение» в сиенской церкви Сан-Доменико.

## Галерея

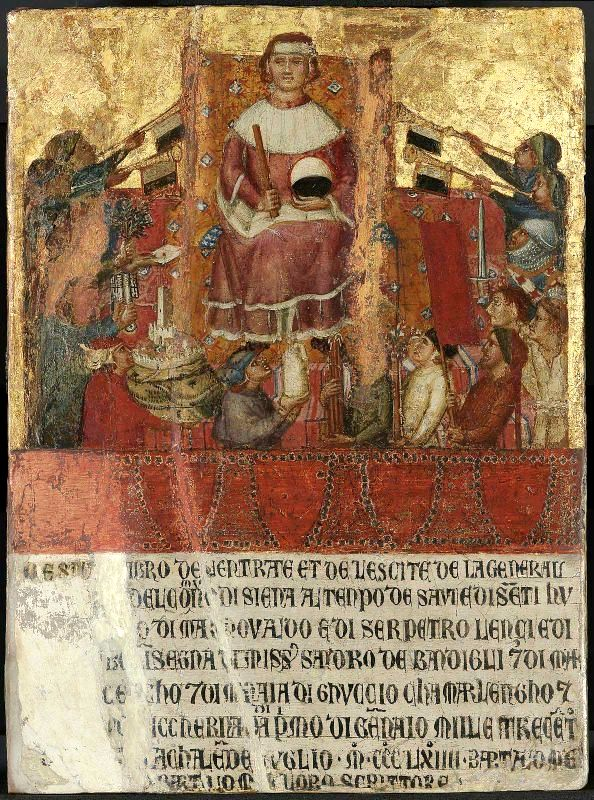
Обложка книги для Бичерны: Приношение. Ок. 1364. Дерево, темпера. Музей изящных искусств, Бостон, США
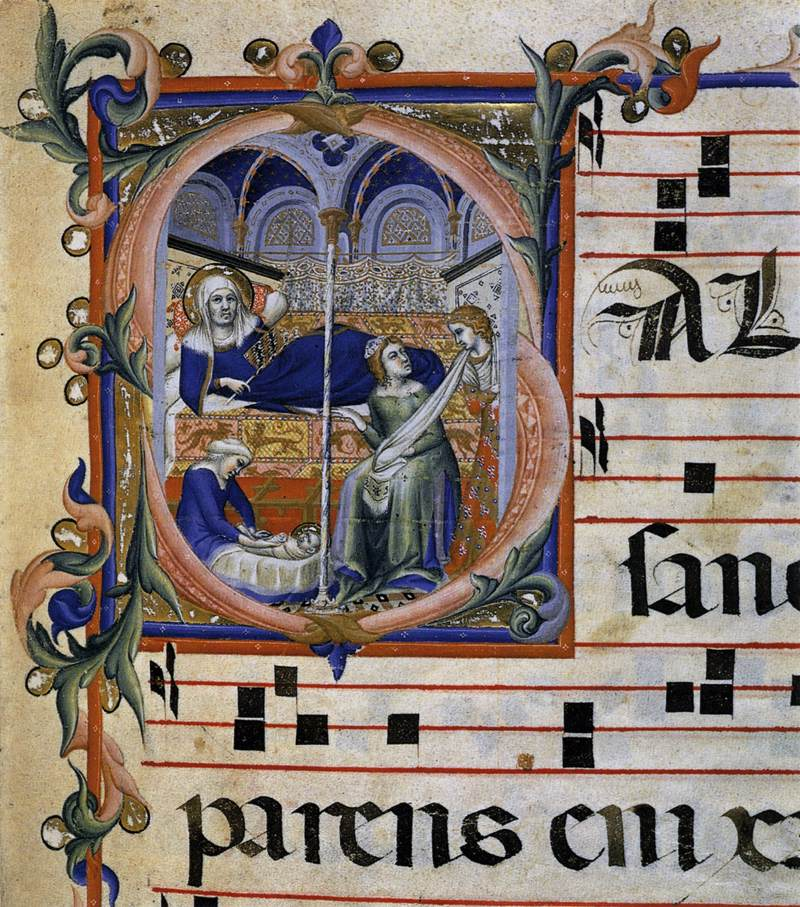
Иллюминация к Книге хоралов. 1345. Пергамент, темпера. Музей произведений искусства Собора, Сиена
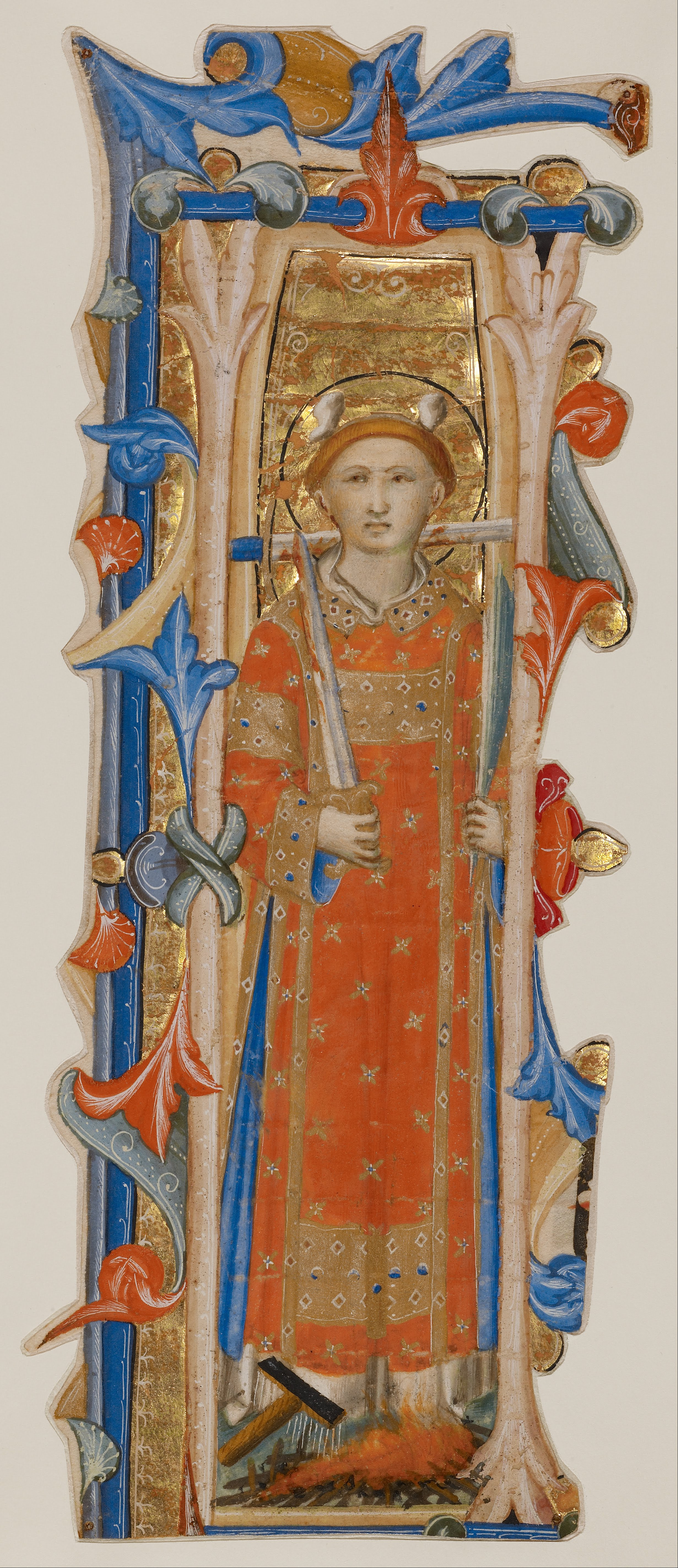
Святой мученик. Инициал. Пергамент, тушь, темпера, золочение. Музей Гетти, Калифорния, США
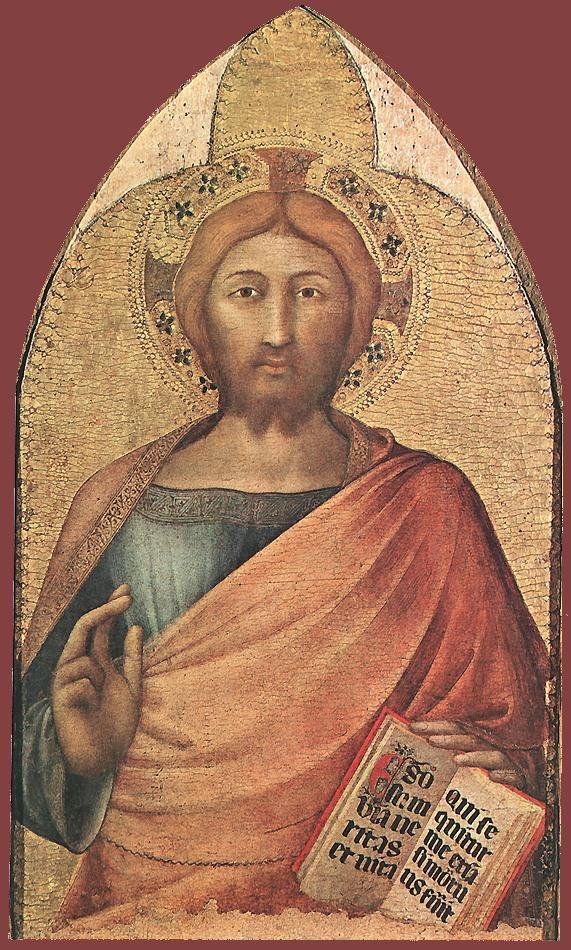
Спаситель. Ок. 1317. Дерево, темпера. Музей Каподимонте, Неаполь
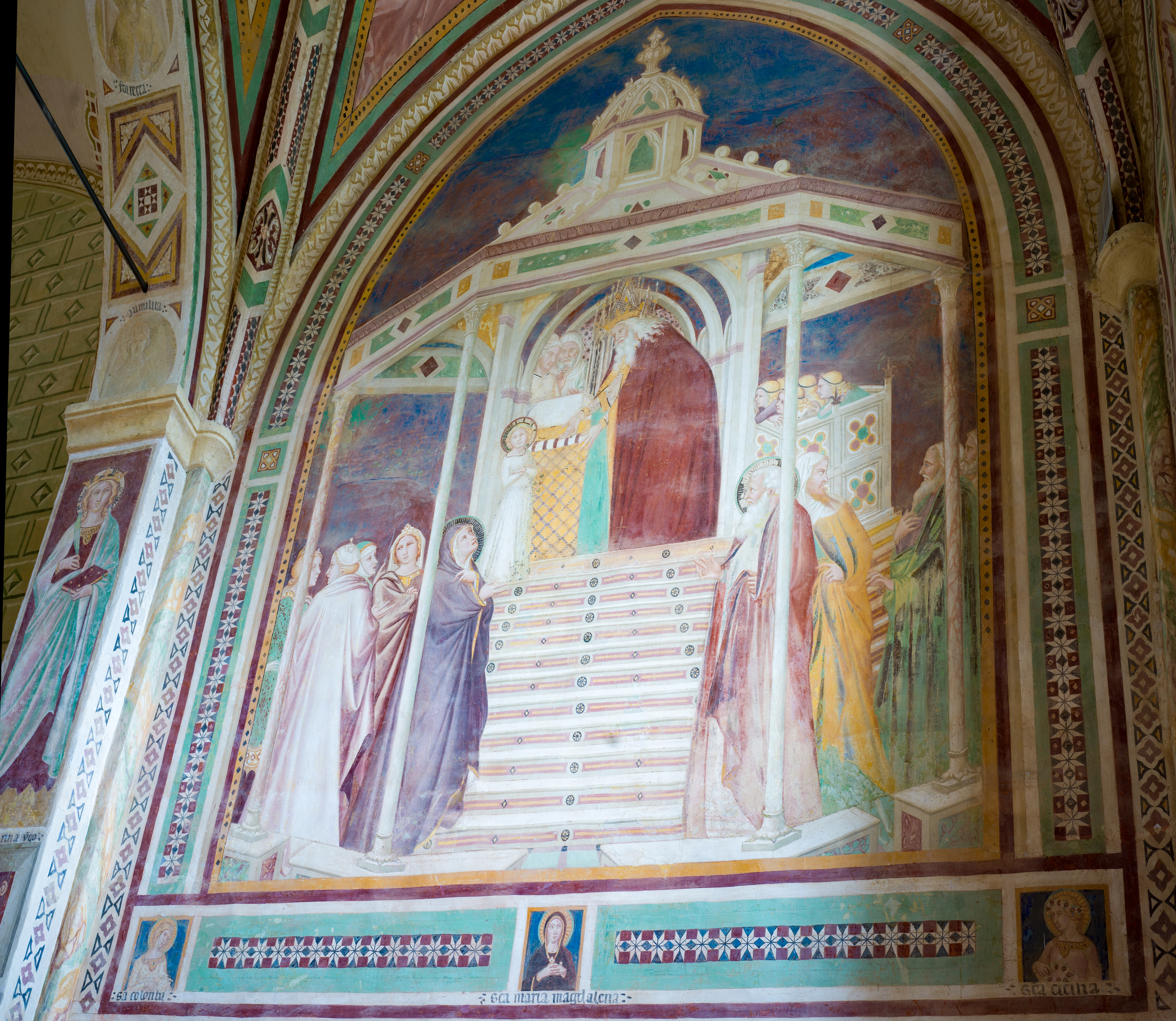
Введение Девы Марии в храм. 1360. Фреска. Церковь Сан-Леонардо-аль-Лаго, Монтериджони, Тоскана
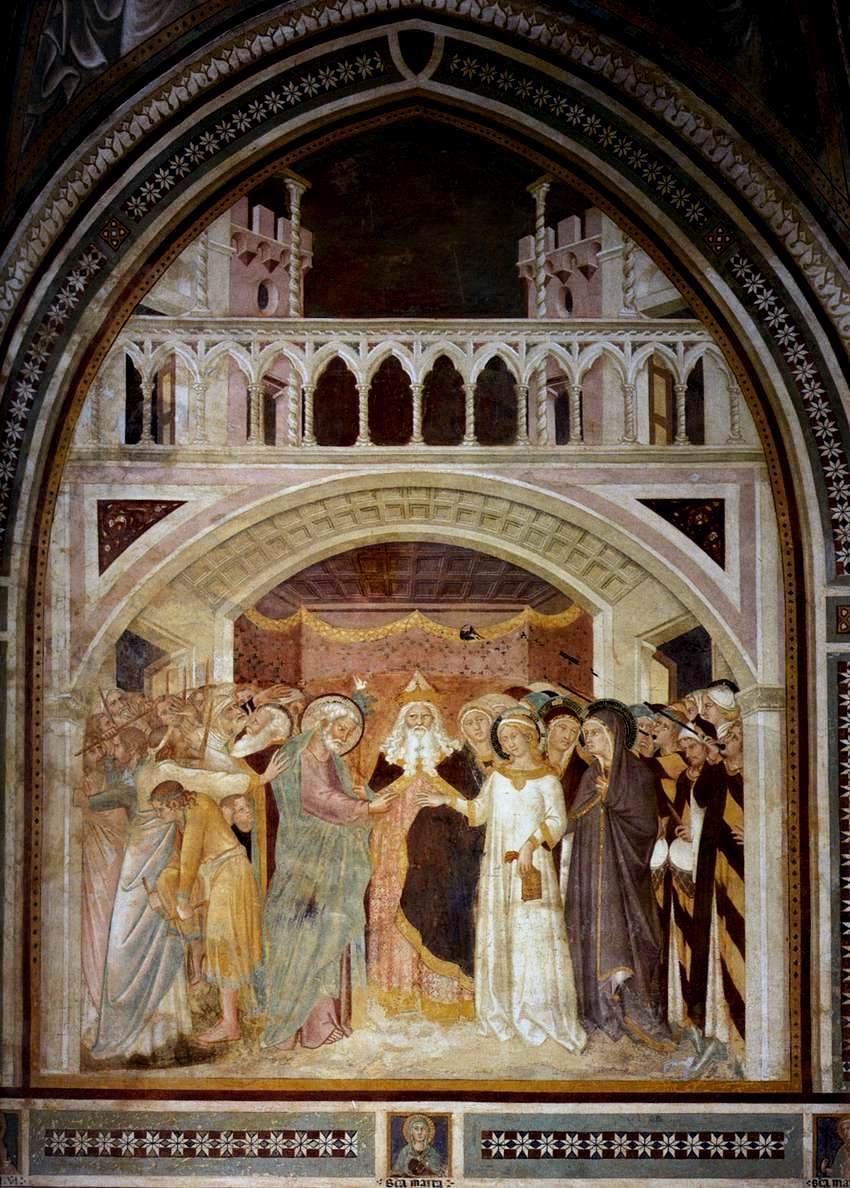
Обручение Девы Марии. 1360. Фреска. Церковь Сан-Леонардо-аль-Лаго, Монтериджони, Тоскана
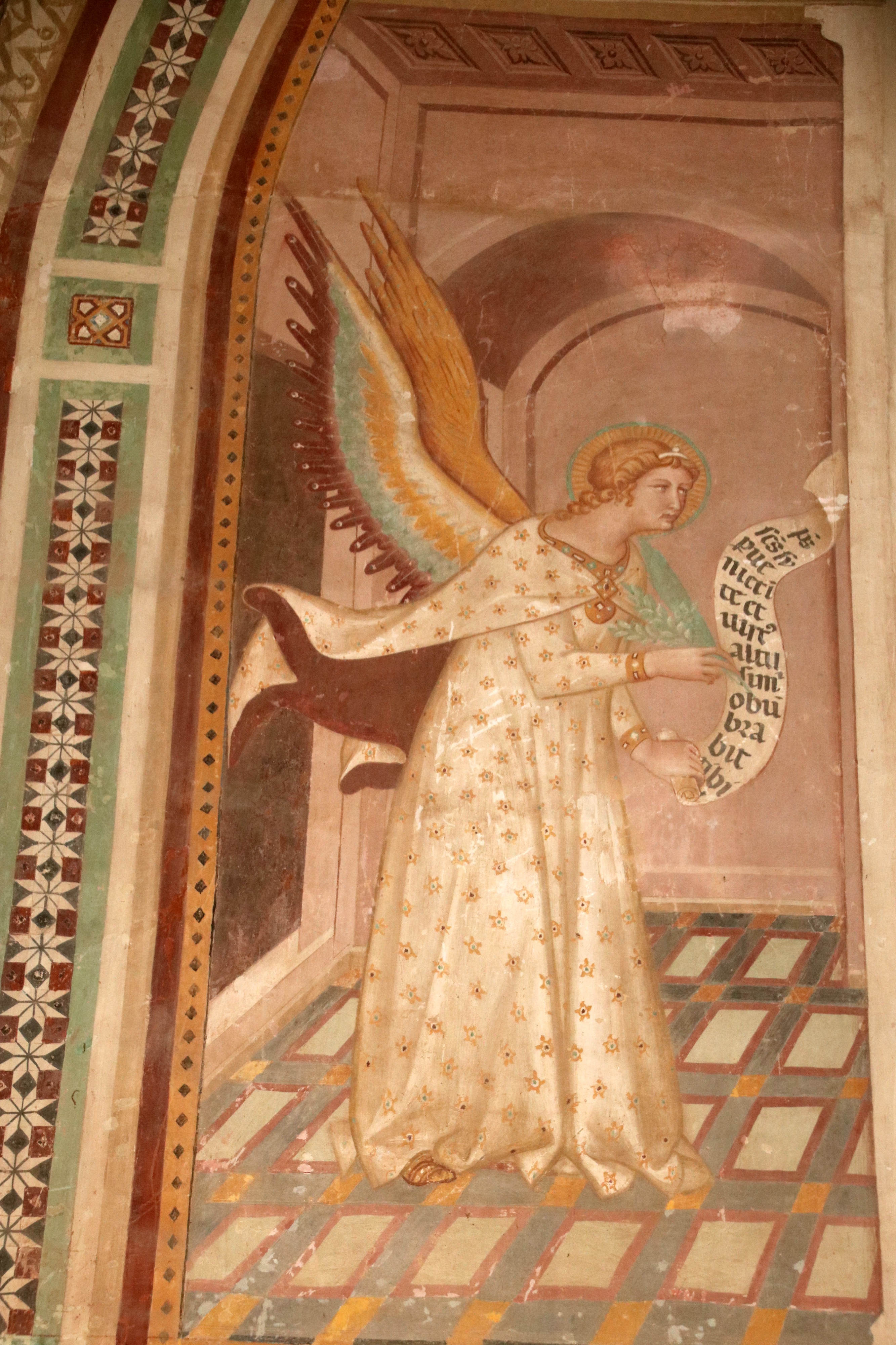
Ангел Благовещения. Между 1360 и 1370. Фреска. Церковь Сан-Леонардо-аль-Лаго, Монтериджони, Тоскана
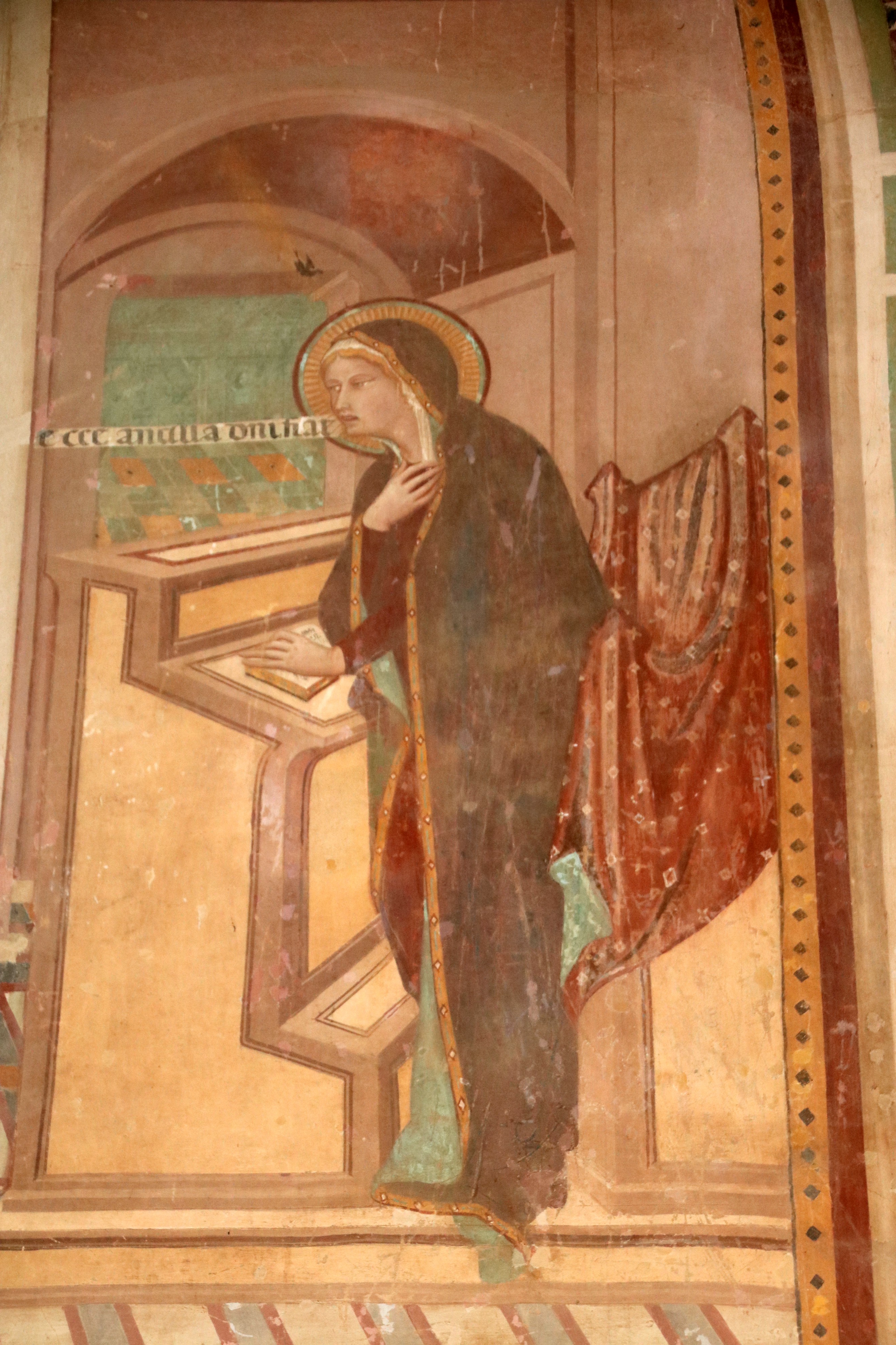
Дева Мария Благовещения. Между 1360 и 1370. Фреска. Церковь Сан-Леонардо-аль-Лаго, Монтериджони, Тоскана
Триптих «Мадонна со святыми». Центральная створка. 1358. Дерево, темпера. Церковь Санти-Доменико-э-Систо, Рим
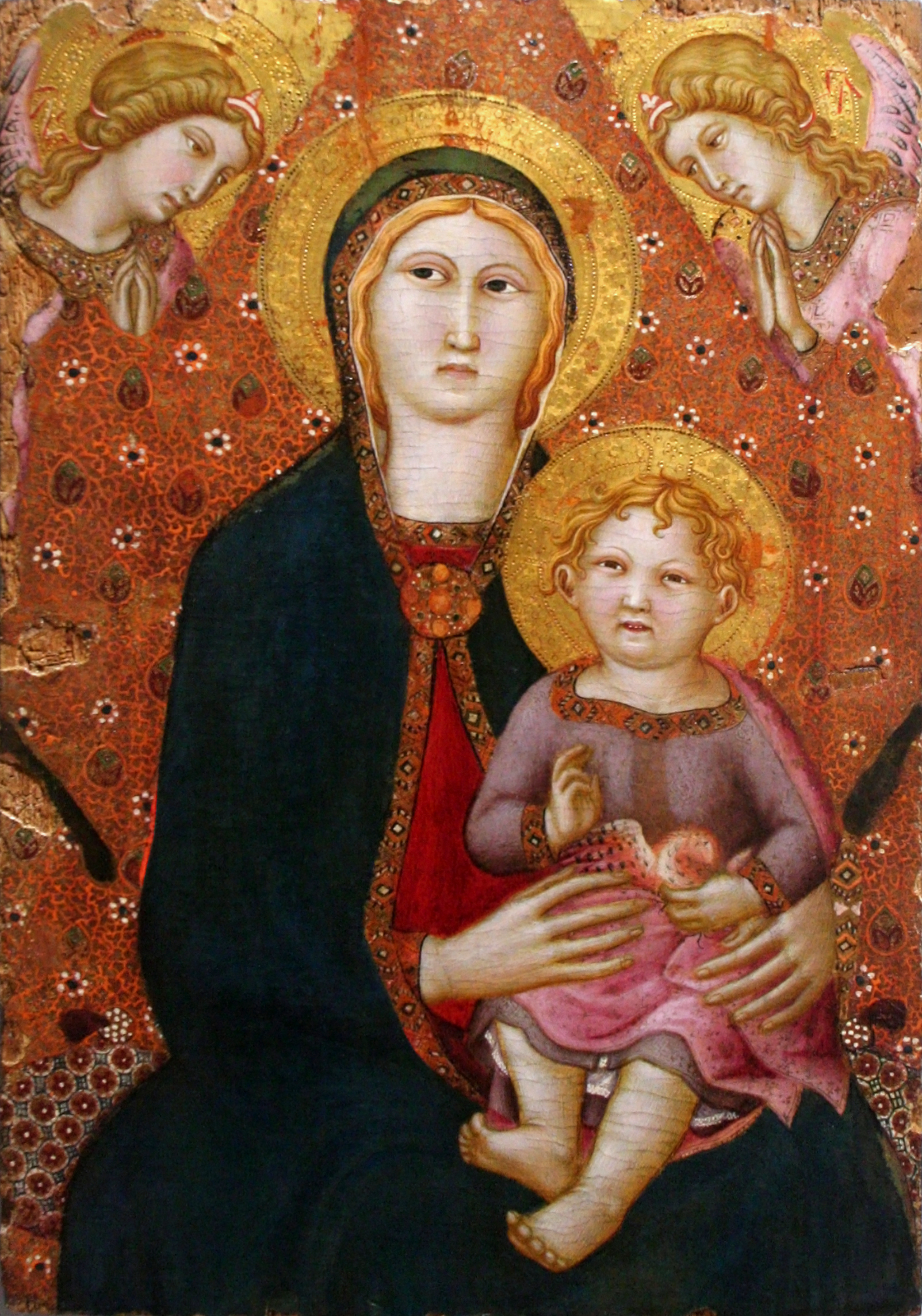
Мадонна с Младенцем. Между 1350 и 1375. Дерево, темпера, золочение. Музей Тессе, Ле-Ман, Франция